# Via Aurelia Aeclanensis
La via Aurelia Aeclanensis era una strada romana, costruita forse nel II secolo d.C. benché manchino informazioni certe al riguardo. Nota inizialmente come via ad Herdoniam (o, secondo altri autori, come via ducente Herdonias o via Herdonitana), costituiva una diramazione della ben più antica via Appia.

## Percorso
La via Aurelia Aeclanensis si distaccava dalla via Appia all'altezza di Aeclanum; per le prime cinque miglia la strada seguiva, con ogni probabilità, un vecchio tracciato della stessa via Appia. Superato il fiume Ufita la strada raggiungeva (alla località Fioccaglie di Flumeri) le rovine di un forum graccano di cui si ignora il nome, distrutto comunque fin dall'epoca della guerra sociale (I secolo a.C.); si è peraltro ipotizzato che tale forum graccano potesse corrispondere a Forum Aemilii, poiché da lì si dipartiva la via Aemilia, una strada consolare del II secolo a.C. diretta verso nord, alla volta di Aequum Tuticum.
La via Aurelia Aeclanensis procedeva in direzione est, risalendo progressivamente la valle della Fiumarella (un affluente dell'Ufita) e seguendo una pista già localmente in uso nei secoli precedenti, probabilmente percorsa anche dal poeta Orazio che in effetti citava una Trivici villa (probabilmente presso l'attuale Trevico). Tale tratta, posta sul versante tirrenico, percorreva aree comunque soggette alla giurisdizione della colonia romana di Aeclanum; da qui il secondo nome della strada.
Superato lo spartiacque appenninico (ove, nel tardo impero, si sarebbe poi intersecata con la via Herculia), la via si immetteva quindi nell'ampia vallata del Calaggio, discendendo lungo il versante adriatico. A partire da quel tratto la strada virava verso nord-est per raggiungere dapprima Ausculum Apulum e infine Herdonia, ove concludeva il suo percorso immettendosi sulla via Traiana.